# HERO Südtirol Dolomites
La HERO Südtirol Dolomites, nota per ragioni di sponsorizzazione come BMW HERO Südtirol Dolomites e denominata dal 2010 al 2015 come Südtirol Sellaronda Hero, è una gara ciclistica di lunga distanza in mountain bike (marathon), ideata da Gerhard Vanzi con la collaborazione del noto ex sciatore Peter Runggaldier. Si svolge con cadenza annuale in Trentino-Alto Adige e Veneto lungo le strade delle 4 valli ladine dolomitiche (Val Gardena, Arabba, Alta Badia, Val di Fassa) e prevede due percorsi, entrambi i quali si snodano sul famoso circuito del Sellaronda, attorno al massiccio montuoso del Gruppo del Sella: il primo copre una distanza di 86 km e 4500 metri di dislivello e il secondo di 60 km e 3.200 metri di dislivello. A norma di regolamento uomini e donne possono percorrere entrambe le distanze e le classifiche sono distinte, oltre che per il sesso, anche in base alla categoria dei partecipanti, come accade nelle consuete gare ufficiali di ciclismo amatoriale.

## Percorsi

### Percorso da 86 km
Nel percorso HERO Südtirol Dolomites da 86 km gli atleti partono da Selva di Val Gardena (1563 metri) imboccando una strada forestale e sterrata di 5,6 km fino alla stazione a monte del Dantercepies (2.298 metri). Dopodiché scendono a passo Gardena, proseguendo per Corvara, dove li aspetta la successiva lunga risalita fino al rifugio Pralongià (2.157 m). Passando per le malghe dell'Alta Badia i biker raggiungono il passo Campolongo, puntando verso Arabba in provincia di Belluno. Poco dopo Arabba, inizia la scalata più difficile e temuta verso il Sourasass (2.351 metri), "tetto" della corsa. Successivamente, si transita al passo Pordoi attraverso un sentiero, prima che inizi la discesa per Canazei. Si prosegue quindi per Campitello, poi per la Val Duron con il naso all'insù fino all'omonimo passo. Oltre l'Alpe di Siusi e il Monte Pana i partecipanti trovano il traguardo di Selva di Val Gardena. Il 69,9% del percorso è sterrato, il 16,8% è su singletrail e solo il 13,3% è su strada. I concorrenti affronteranno i Passi Gardena, Campolongo, Pordoi e Duron.

### Percorso da 60 km
Il percorso HERO Südtirol Dolomites da 60 km si differenzia da quello di 86 km innanzitutto in Alta Badia, dove gli atleti, rispetto ai loro colleghi, devono percorrere circa 7 km in più tra Corvara, Piz Sorega e Pralongià. Al contrario del tracciato lungo, il percorso più corto da Arabba si snoda in salita su piste da sci e singletrail puntando direttamente al passo Pordoi, dove i due tracciati si incontrano. Da Canazei i partecipanti devono affrontare la loro ultima lunga salita al passo Sella, prima di raggiungere il traguardo a Selva di Val Gardena. Il 55,5% del percorso è sterrato, il 35,7% è su singletrail e solo l'8,8% è su strada. Si attraversano quattro passi dolomitici: Gardena, Campolongo, Pordoi e Sella. Con i suoi 2.298 metri di dislivello, il passo Gardena al Dantercepies è il punto più alto.

## Storia
L'idea è venuta a Gerhard Vanzi, con la preziosa collaborazione di Peter Runggaldier (ex sciatore di fama internazionale) per incentivare la crescita e la presenza di mountain bike nelle valli ladine. 
La prima edizione della Südtirol Sellaronda Hero risale al 26 giugno 2010 alla quale si sono iscritti circa 400 partecipanti da 16 nazioni diverse. Questa è stata l'unica edizione dove il podio è stato tutto italiano, con Klaus Fontana che si è aggiudicato il primato nel percorso lungo 82 km e Anna Ferrari tra le donne nel percorso da 50 km.
Nel 2012 inizia l'era di Leonardo Hector Paez che per tre anni consecutivi vince la Sellaronda Hero da 82/84 km. Proprio nel 2015 quando l'edizione della HERO vale come gara per laurearsi campione del mondo, Leonardo Hector Paez deve arrendersi a Lakata Alban e Sauser Christoph. È quindi Lakata che raggiunge il primato ed il titolo di UCI Marathon World Champion. Tra le donne invece è la norvegese Dahle Flesjaa Gunn-Rita a laurearsi UCI Marathon World Champion. Nel 2016 la gara è stata rinominata HERO Südtirol Dolomites e dal 2018 BMW HERO Südtirol Dolomites. L'edizione 2018 vede Leonardo Hector Paez tornare vincitore per la quinta volta. L'edizione 2019 continua sotto il segno di Leonardo Hector Paez che vince per la sesta volta.

### Albo d'oro Uomini
| Anno | Km    | Vincitore            | Secondo              | Terzo                      | Tipo di gara                     |
| ---- | ----- | -------------------- | -------------------- | -------------------------- | -------------------------------- |
| 2010 | 82 km | Klaus Fontana        | Georg Piazza         | Riccardo Milesi            | Gara FCI Regionale               |
| 2011 | 82 km | Mirko Celestino      | Juri Ragnoli         | Alexey Medvedev            | Gara FCI Nazionale               |
| 2012 | 82 km | Leonardo Hector Paez | Mirko Celestino      | Massimo De Bertolis        | UCI Internazionale               |
| 2013 | 84 km | Leonardo Hector Paez | Soren Nissen         | Ilias Periklis             | UCI World Series                 |
| 2014 | 84 km | Leonardo Hector Paez | Urs Huber            | Roel Tony Paulissen        | UCI World Series                 |
| 2015 | 87 km | Lakata Alban         | Sauser Christoph     | Leonardo Hector Paez       | UCI Marathon World Championships |
| 2016 | 86 km | Leonardo Hector Paez | Markus Kaufmann      | Daniele Mensi              | UCI World Series                 |
| 2017 | 86 km | Juri Ragnoli         | Leonardo Hector Paez | Daniele Mensi              | UCI World Series                 |
| 2018 | 86 km | Leonardo Hector Paez | Martino Tronconi     | Urs Huber                  | UCI World Series                 |
| 2019 | 86 km | Leonardo Hector Paez | Urs Huber            | Diego Alfonso Arias Cuervo | UCI World Series                 |

### Albo d'oro Donne
| Anno | Km    | Vincitore          | Secondo              | Terzo                | Tipo di gara                     |
| ---- | ----- | ------------------ | -------------------- | -------------------- | -------------------------------- |
| 2010 | 50 km | Anna Ferri         | Antonella Incristi   | Nadia Pascqualini    | Gara FCI Regionale               |
| 2011 | 50 km | Katrin Schwing     | Barbara Kaltenhauser | Anna Ferri           | Gara FCI Nazionale               |
| 2012 | 52 km | Katrin Schwing     | Verena Krenslehner   | Barbara Kaltenhauser | UCI Internazionale               |
| 2013 | 62 km | Sally Gigham       | Elena Gaddoni        | Daniela Veronesi     | UCI World Series                 |
| 2014 | 62 km | Elisabeth Brandau  | Michalina Ziolkowska | Borghild Loevset     | UCI World Series                 |
| 2015 | 60 km | Gunn-Rita Dahle    | Annika Langvad       | Sabine Spitz         | UCI Marathon World Championships |
| 2016 | 60 km | Sally Bigham       | Michalina Ziolkowska | Maria Cristina Nisi  | UCI World Series                 |
| 2017 | 60 km | Elena Gaddoni      | Christina Kollmann   | Carmen Buchacher     | UCI World Series                 |
| 2018 | 60 km | Christina Kollmann | Katažina Sosna       | Mara Fumagalli       | UCI World Series                 |
| 2019 | 60 km | Mara Fumagalli     | Sini Alusniemi       | Katažina Sosna       | UCI World Series                 |